# Maule (vùng)
Vùng Maule (tiếng Tây Ban Nha: Región del Maule, phát âm [ˈmawle]) là một trong 16 đơn vị hành chính cấp một của Chile. Thủ phủ của vùng là Talca. Tên gọi của vùng bắt nguồn từ sông Maule, sông chảy từ dãy Andes về phía tây, chia đôi vùng. Sông Maule có tính lịch sử quan trọng, như nó đánh dấu giới hạn phía nam của Đế quốc Inca.

## Địa lý
Vùng có diện tích 30.296 km2 (11.697 dặm vuông Anh) và phía tây là Thái Bình Dương; phía đông là Argentina; phía bắc là vùng O'Higgins, và phía nam là vùng Ñuble. Nhiều loài động vật và thực vật hiện diện trong vùng Maule. Chẳng hạn loài cọ vang Chile (Jubaea chilensis) đang có nguy cơ tuyệt chủng được phát hiện trong một phạm vi rất hạn chế bao gồm vùng Maule. Phạm vi hạn chế của loài Nothofagus alessandri cũng được tìm thấy trong vùng

## Nhân khẩu
Theo điều tra nhân khẩu năm 2017, dân số của vùng là 1.033.197. Với một phần ba dân số sống ở nông thôn, Maule có tỷ lệ cư dân nông thôn lớn hơn bất kỳ vùng nào khác của Chile. Thành phố đông dân nhất của vùng là thủ phủ Talca với 235.000 cư dân, tiếp theo là Curicó (120.700) và Linares (127.000). Các thành phố quan trọng khác là: Constitución (50.914), Parral (47.000), Cauquenes (43.000), Molina (42.000) và San Javier (40.000).
Mật độ trung bình của Vùng Maule là 34,1 người trên mỗi km2, với các khu vực thưa dân hơn nằm về phía núi còn thung lũng trung tâm có cư dân dày đặc hơn.

## Kinh tế
Lâm nghiệp và nông nghiệp là các hoạt động kinh tế chính của vùng, dẫn đầu là các đồn điền nho làm rượu. Vùng Maule là vùng sản xuất rượu vang hàng đầu của Chile, sản xuất 50% tổng số rượu vang xuất khẩu hảo hạng của đất nước, và một số vườn nho lớn nhất nằm ở đây. Do tập trung nhiều vườn nho, thung lũng Curicó, có nghĩa là "nước đen" trong tiếng Mapudungun, được coi là cốt lõi của ngành công nghiệp rượu vang của Chile. Sản xuất rượu vang là một hoạt động truyền thống, một số vườn nho có từ năm 1830. Diện tích trồng nho tăng lên phù hợp với sự phát triển của cơ sở hạ tầng, công nghệ và thiết bị của ngành.
Ngoài rượu vang, hai mặt hàng nông sản định hướng xuất khẩu nổi lên sôi động là rau quả và hoa.
Điện, khí đốt và nước là hoạt động kinh tế quan trọng thứ hai. Sông Maule cung cấp năng lượng cho 5 nhà máy thủy điện, trong đó có tổ hợp Colbún-Machicura.

## Hành chính
Vùng Maule gồm cod 4 tỉnh và được chia tiếp thành 30 xã.
| Đơn vị hành chín của vùng Maule |
|                                 |

| Tỉnh      | Diện tích km2 | Dân số  | Thủ phủ   | Xã |
| --------- | ------------- | ------- | --------- | --- |
| Cauquenes | 3.027         | 57.088  | Cauquenes | - 1 Cauquenes - 2 Chanco - 3 Pelluhue |
| Curicó    | 7,281         | 244,053 | Curicó    | - 4 Curicó - 5 Hualañé - 6 Licantén - 7 Molina - 8 Rauco - 9 Romeral - 10 Sagrada Familia - 11 Teno - 12 Vichuquén                              |
| Linares   | 10.050        | 253.990 | Linares   | - 13 Colbún - 14 Linares - 15 Longaví - 16 Parral - 17 Retiro - 18 San Javier de Loncomilla - 19 Villa Alegre - 20 Yerbas Buenas                |
| Talca     | 9.961         | 352.966 | Talca     | - 21 Constitución - 22 Curepto - 23 Empedrado - 24 Maule - 25 Pelarco - 26 Pencahue - 27 Río Claro - 28 San Clemente - 29 San Rafael - 30 Talca |

## Lịch sử
Vùng Maule đã sản sinh ra một số lượng đáng kể những người nổi tiếng, đặc biệt là các nhà văn và nhà thơ, các chính khách và tổng thống, nhà khoa học và nhà tự nhiên học, giáo sĩ, nhạc sĩ và nhà nghiên cứu dân gian, nhà báo và nhà sử học. Do đó, sông Maule, con sông dài và rộng chạy qua vùng, đã được coi là dòng sông văn học xuất sắc nhất của Chile. Nhiều tiểu thuyết và truyện ngắn lấy dòng sông làm bối cảnh hoặc nhân vật chính. Một số tuyển tập, từ điển và tiểu luận đã thuật lại về sự giàu có văn hóa của khu vực.
Khu vực này tự hào có nhiều thị trấn nhỏ và làng mạc với kiến trúc nông thôn thuộc địa được bảo tồn tốt, cả trong lĩnh vực tôn giáo cũng như dân sự. Các giáo phận Talca và Linares (hai giáo phận Công giáo La Mã ở vùng Maule) có một số nhà thờ giáo xứ có vẻ đẹp và giá trị kiến trúc và lịch sử đặc biệt.

## Hình ảnh

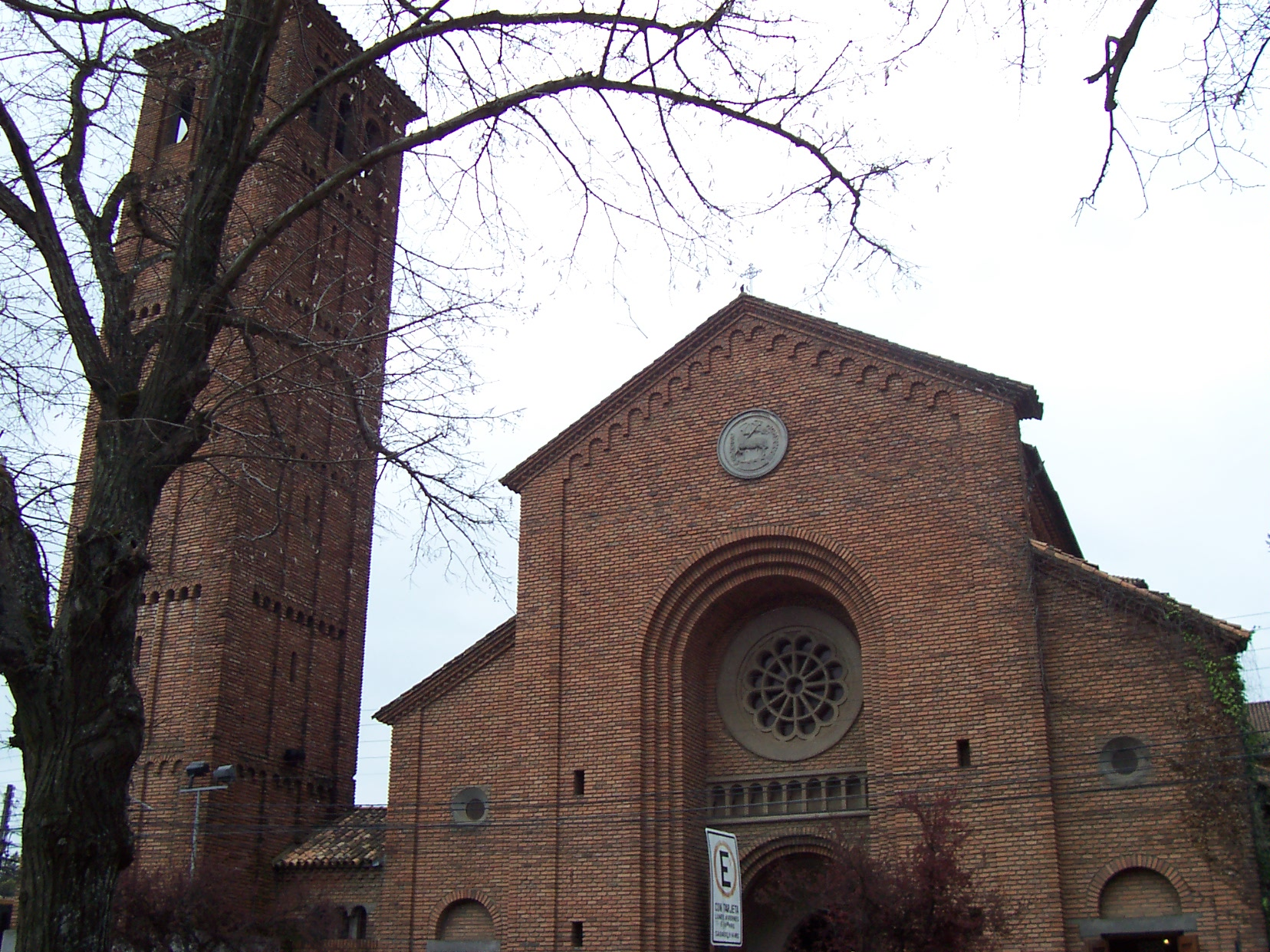
Nhà thờ lớn San Ambrosio, Linares.
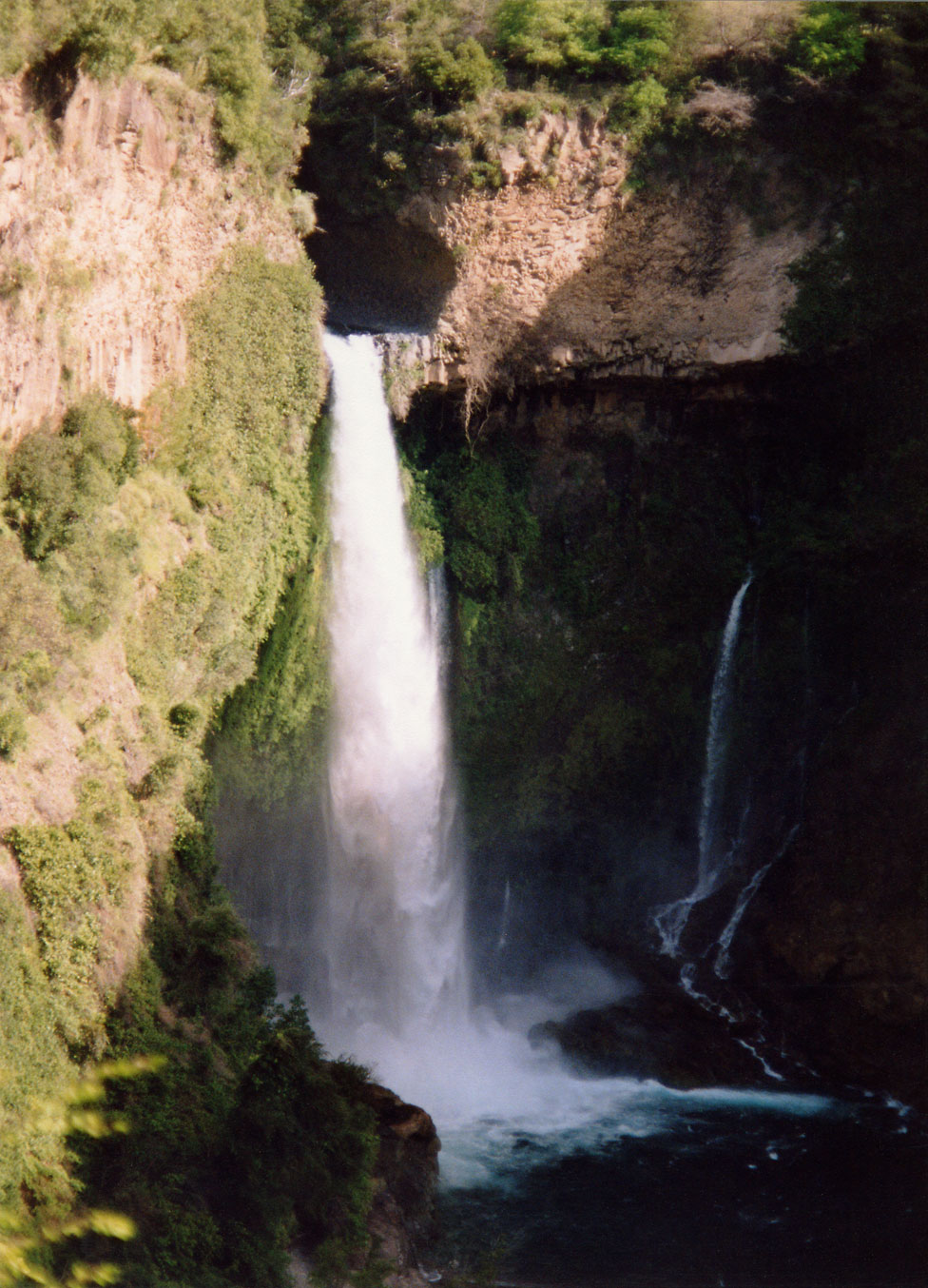
Thác nước mạng che mặt cô dâu , tại Molina.
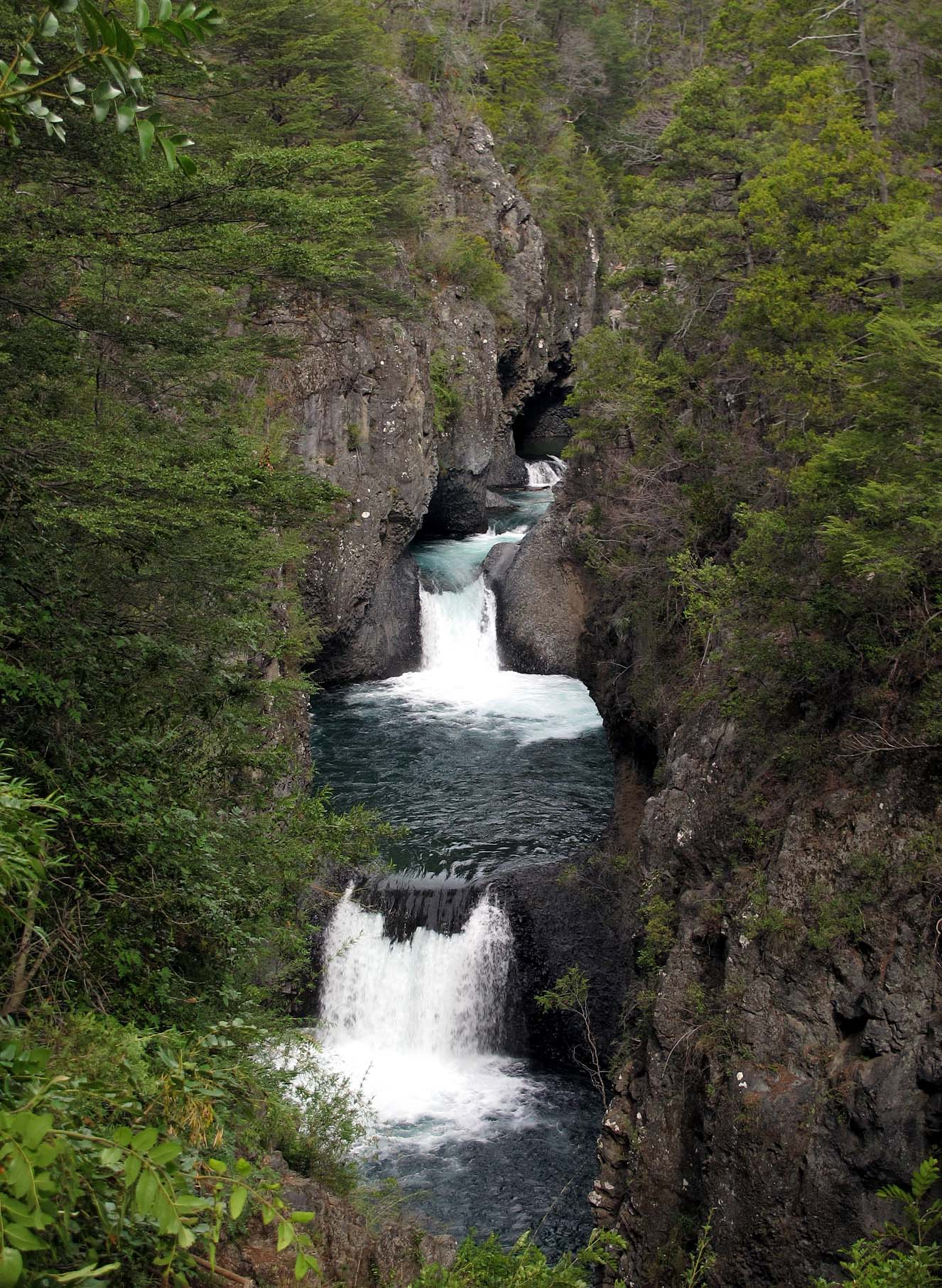
Thác nước Siete Tazas, tại Molina.
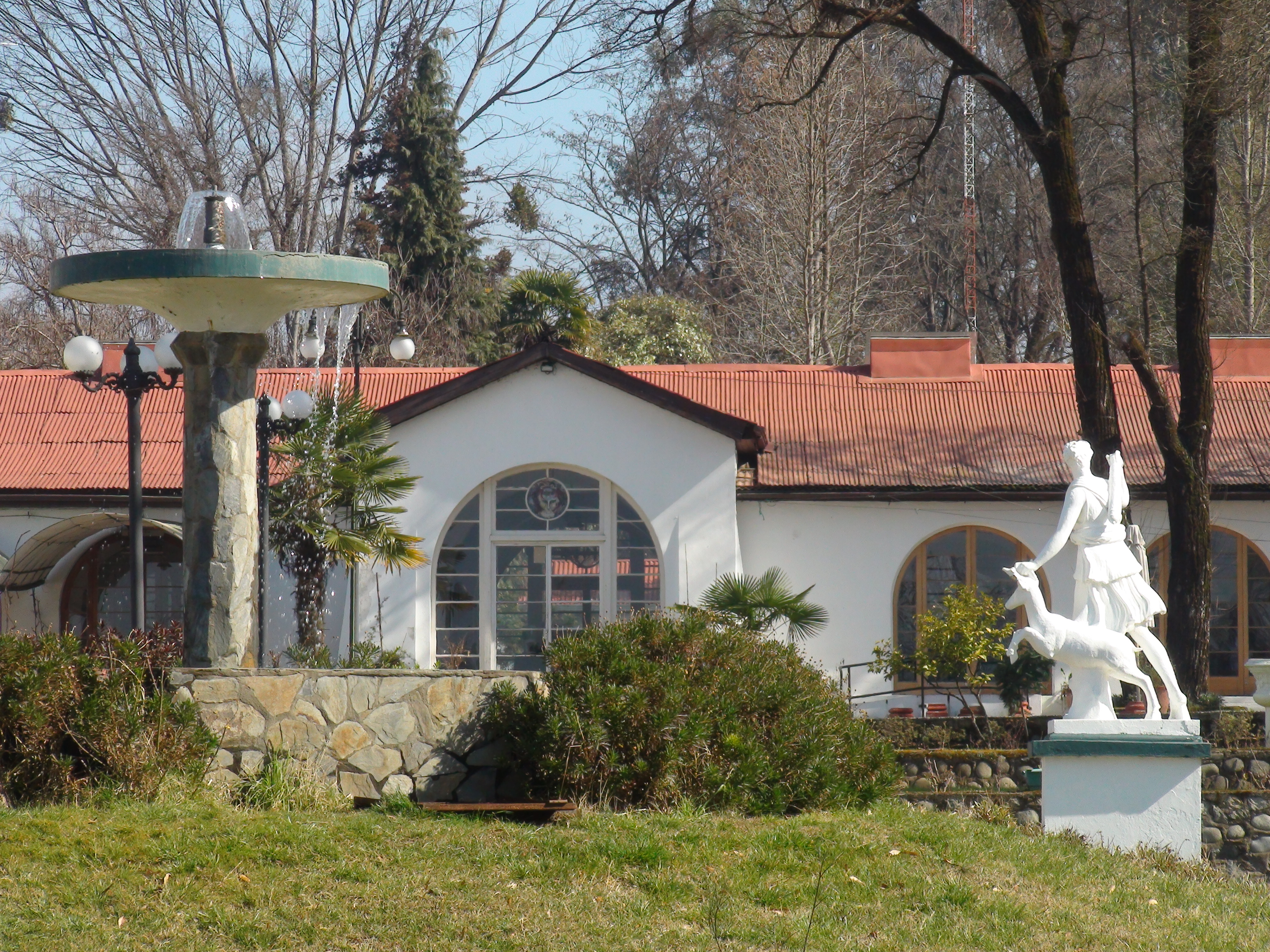
Phòng tắm nhiệt tại Panimávida.
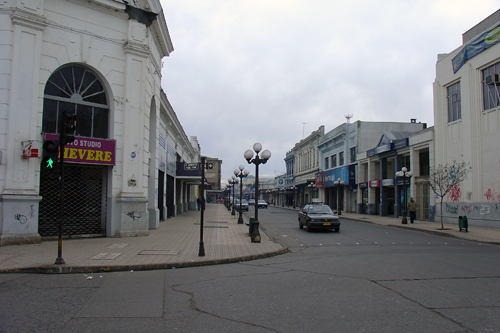
Phố thương mại chính tại Talca.
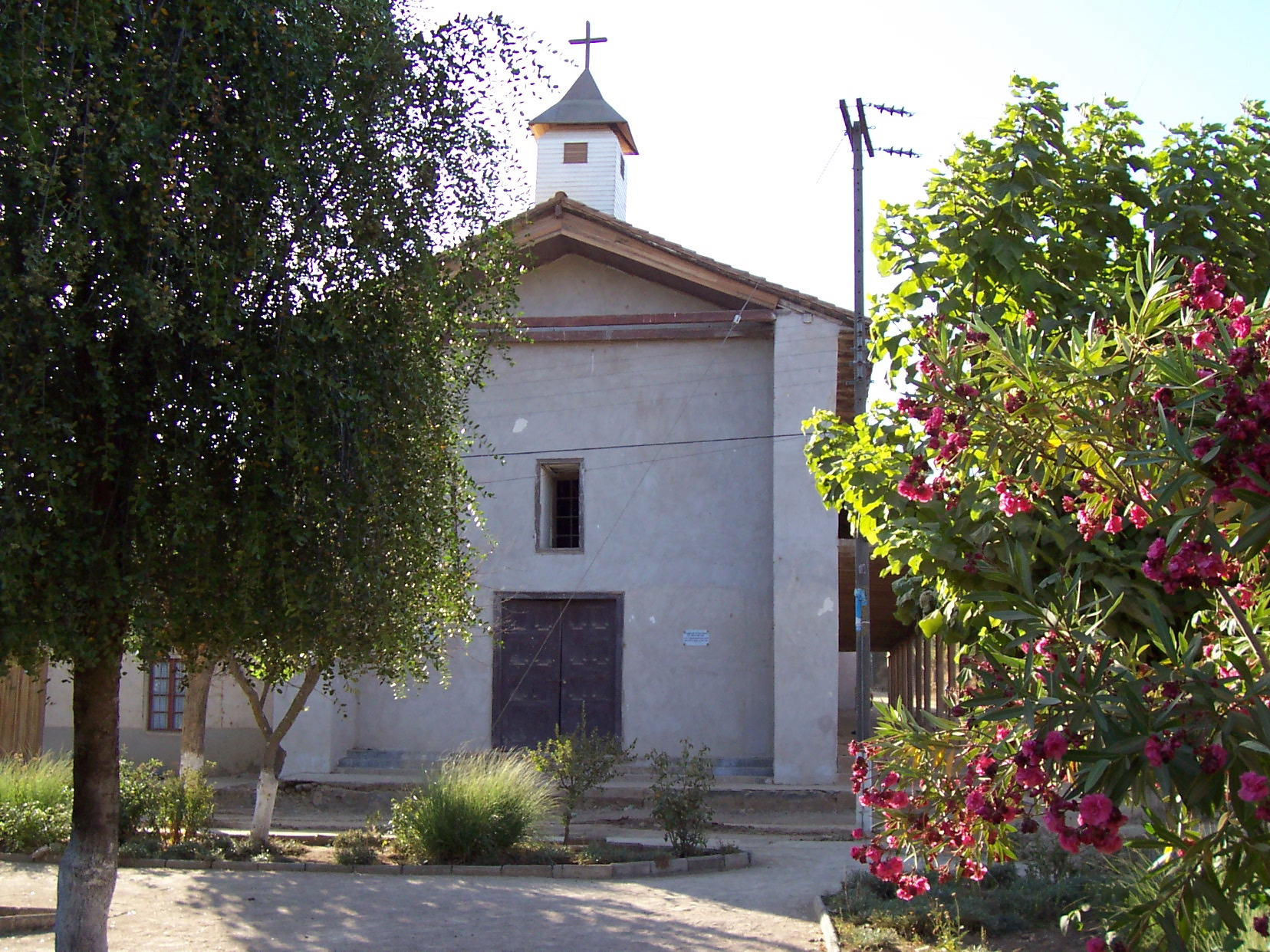
Nhà thờ giáo xưs tại làng Nirivilo.